# Thallomys nigricauda
Thallomys nigricauda є видом гризунів родини Muridae. Країни проживання: Ангола, Ботсвана, Намібія та ПАР, де його природне середовище проживання — субтропічні або тропічні сухі чагарники. Він як нічний, так і деревний, будує громіздкі гнізда на деревах, часто акаціях, де харчується листям і бруньками.

## Опис
Thallomys nigricauda — гризун середнього розміру з довжиною голови й тіла ≈ 135 мм і хвоста ≈ 145 мм. Боки обличчя сірі, а темна смуга тягнеться від морди навколо очей і під вухами. Очі великі, а вуса довгі. Вуха великі, овальні, поставлені під косим кутом. Спинне хутро довге та шерстисте, шиферно-сіре з жовтим відтінком. Нижня частина тіла біла, кінцівки сірі, а верх широких лап білий. Довгий хвіст покритий чорною лускою і чорною щетиною, а на кінчиках чорне волосся.

## Екологія
Thallomys nigricauda живе на деревах і веде нічний спосіб життя. Широкі лапи та міцні кігті роблять його спритним дереволазом, і він використовує свій хвіст для рівноваги та чіпкості. Він особливо любить дерева Vachellia erioloba, де є щілини та отвори, необхідні для гнізда, але він також будує гнізда на розвилках гілок або під плитами кори; на одному дереві може бути кілька гнізд, не всі вони зайняті.
Іноді ці гризуни живуть поодинці, а в інших випадках одна особина та кілька нащадків можуть жити разом. І самці, і самиці мають домашні ареали, причому ареали самців значно більші. Пара Thallomys nigricauda та їхнє потомство можуть ділитися гніздом, вирушаючи в сутінках, щоб залізти в крону, де вони кусають молоді пагони акації, або переходити на інші великі дерева, такі як свинцеве дерево (Combretum imberbe) та мопанові дерева (Colophospermum mopane), щоб годуватися. Дієта в основному складається з листя та бруньок, але також включає зовнішні шари насіннєвих коробочок акації, випадкові комахи та камедь. Гризуни найбільш активні в перші кілька годин ночі, а потім знову в години перед світанком, і шукають їжу у верхній частині полога, де мало інших гризунів. Вид рідко спускається на землю і не має потреби пити, отримуючи достатню кількість вологи з їжі.

## Статус
Thallomys nigricauda є поширеним видом, має широкий ареал і, як припускають, має велику загальну популяцію. Особливих загроз йому не загрожує, і Міжнародний союз охорони природи оцінив його природоохоронний статус як «найменше занепокоєний».